# Sapphirina auronitens
Sapphirina auronitens är en kräftdjursart som beskrevs av Claus 1863. Sapphirina auronitens ingår i släktet Sapphirina och familjen Sapphirinidae. Inga underarter finns listade i Catalogue of Life.